# Grafmonument van Hubert Beckers
Het grafmonument van Hubert Beckers op de Algemene Begraafplaats Tongerseweg in de Nederlandse stad Maastricht is een rijksmonument.

## Achtergrond
Hubertus Johannes Beckers (1897-1929) was een Maastrichtse arbeider, die op 16 oktober 1929 bij de zinkwitstaking werd neergeschoten door een marechaussee. Het grafteken werd door kunstenaar Vrolijk gemaakt van kalksteen en is geplaatst op het ongewijde, socialistische deel van de begraafplaats. De Sociaal-Democratische Arbeiderspartij hield op 1 mei 1932 een tocht door de stad, waarna het monument op Beckers' graf werd onthuld. 

## Beschrijving
Het monument verbeeldt een fakkeldrager in reliëf. Op de sokkel het opschrift 

Hubertus Johannes Beckers 1897 x 1929 IN DEN STRYD GEVALLEN

## Waardering
Het grafmonument werd in 1997 in het Monumentenregister opgenomen vanwege de "cultuurhistorische waarde als bijzondere uitdrukking van een culturele, sociale, geestelijke en typologische ontwikkeling. De architectuurhistorische waarden worden bepaald door de stijl, de esthetische kwaliteiten en het materiaalgebruik. (...) Het gedenkteken is in hoge mate gaaf en beschikt in regionaal perspectief over een zeer hoge mate van typologische zeldzaamheid."